# Vivenzio Scisciano
Vivenzio Scisciano (Siscia, ... – prima del 384) è stato un politico del tardo impero romano.

## Biografia
Nacque a Siscia, in Pannonia, ed aveva una sorella, madre di Faustino, un notarius poi giustiziato nel 375 a Carnunto per aver praticato la magia.
Fu questore di Costantinopoli nel 364, quando fu incaricato, insieme a Ursacio Dalmata, di indagare se l'improvvisa malattia che aveva colpito gli imperatori Valentiniano I e Valente fosse dovuta alla magia.
Nel 365 succedette a Gaio Ceionio Rufio Volusiano Lampadio come prefetto; si dimostrò, però, incapace di gestire le sommosse conseguenti alla disputa tra i due contendenti al pontificato, Damaso e Ursino.
Tra il 368 e il 371 fu prefetto del pretorio delle Gallie. Fu lodato da Valentiniano I per aver liberato il suo officium da impiegati inutili e ingiustificati..
Probabilmente un cristiano, morì prima del 384, anno in cui è ricordato in una relazione di Quinto Aurelio Simmaco.